# Hellespontus Montes
Die Hellespontus Montes sind eine Berggruppe auf dem Mars. Sie verlaufen am westlichen Rand des riesigen Einschlagsbeckens Hellas Planitia. Sie haben eine Länge von etwa 711 km.